# Eembrugge
Eembrugge is een plaats met historische stadsrechten in de gemeente Baarn op de grens van de gemeente Eemnes, in de Nederlandse provincie Utrecht. Het is een van de kleinste plaatsen die stadsrechten verkreeg (na Sint Anna ter Muiden en Staverden). Eembrugge heeft, exclusief het in de gemeente Eemnes gelegen deel, 130 inwoners (2004). De bebouwing bestaat uit vrijstaande huizen en enkele bedrijven met opslagplaatsen. Eembrugge is gelegen aan de rivier de Eem.
Op de plek waar nu Eembrugge ligt ontstond rond 1200 het kerkdorp Ter Eem, vanaf 1347 versterkt met het Huis Ter Eem. Vanuit dit dorp werd de Eemvallei ontgonnen door de bisschop van Utrecht. De expansie werd door het Graafschap Holland ingedamd door een gebied Oost-Holland (Emenesse, het latere Eemnes(-Buiten)) aan te wijzen als nieuwe vestigingsplaats. Emenesse mocht zich afscheiden en kreeg in 1352 stadsrechten. Ook Eembrugge die Westzijde mocht zich in 1352 als Binnendyck (later Eemnes-Binnen) afscheiden en kreeg stadsrechten. Geleidelijk aan werd Ter Eem overvleugeld, qua inwoneraantal en economische activiteit, door Eemnes. Aan het eind van de zeventiende eeuw werd het kasteel afgebroken. Nog later veranderde de naam van de nederzetting in Eembrugge, wat verwijst naar de brug over de Eem waar de weg van Baarn naar Bunschoten overheen loopt. Het dorp telde in 1748 nog 58 huizen maar zou daarna afnemen. In 1811 werd het  tot dan zelfstandige gerecht bij Baarn gevoegd. De meer noordelijke gelegen houten dubbele ophaalbrug uit 1900 werd rond 1962 afgebroken en vervangen door een meer zuidelijker gelegen nieuwe brug. De brugwachtersfunctie verdween begin 21e eeuw, de bediening geschiedde daarna op afstand.
De buurtschap Eembrugge valt, ook voor de postadressen, deels onder Baarn, deels onder Eemnes. Alleen voor het deel onder Baarn heeft Eembrugge plaatsnaamborden, en wel blauwe borden (komborden). Onder de gemeente Baarn heeft Eembrugge dus een aparte 'bebouwde kom'.
De Nederlandse koning of koningin voert de titel Heer (respectievelijk Vrouwe) van Soest, Baarn en Ter Eem.

## Bekende inwoner van Eembrugge

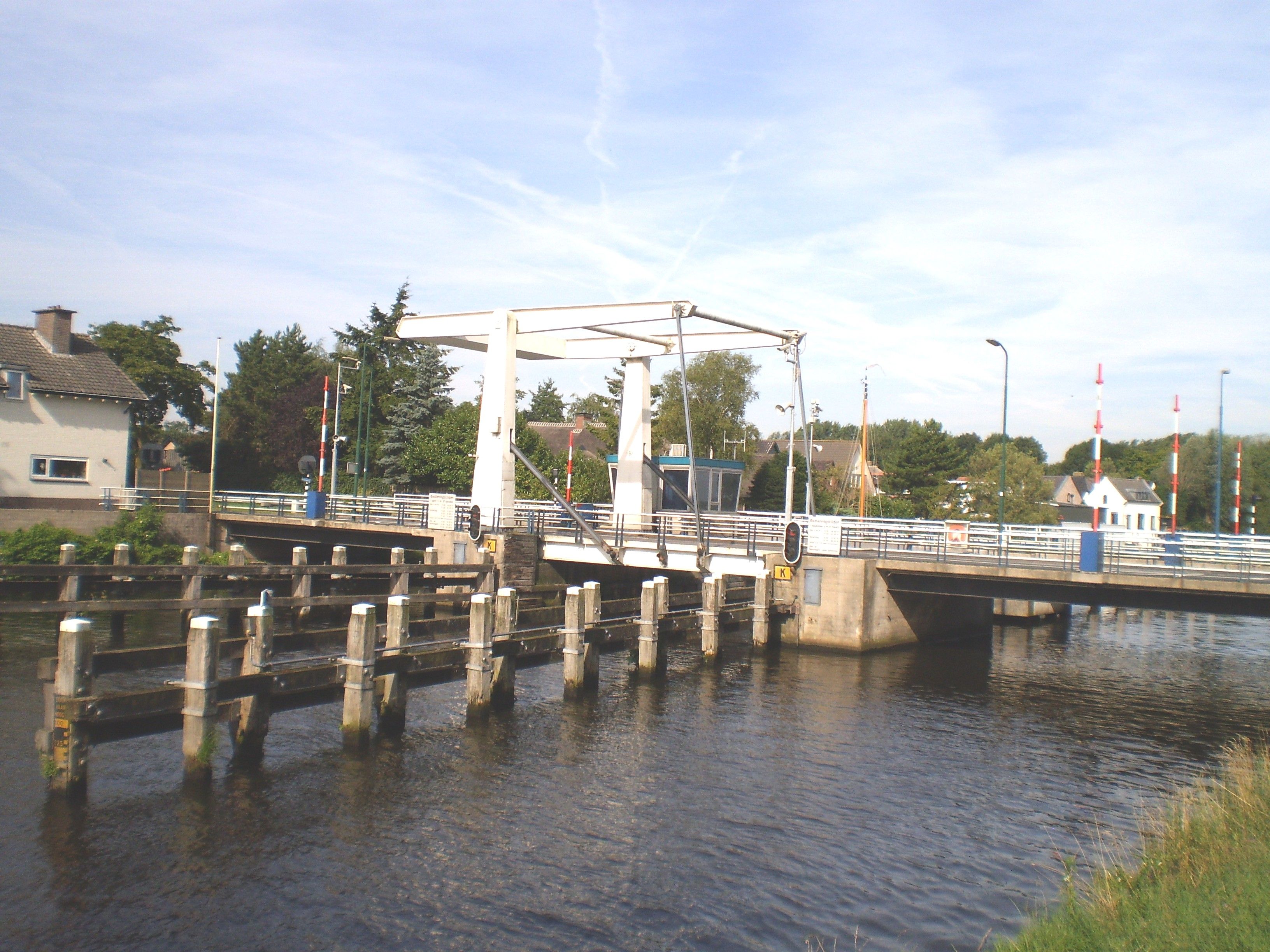
Eembrugge, 2009

- Ineke van IJken, wielrenster

Steden: Baarn · Eembrugge

Dorp: Lage Vuursche

Buurtschap: Soestdijk

Utrecht · Plaatsen in de provincie      Nederland · Provincies · Gemeenten
Hoofdplaats: Eemnes-Buiten 

Buurtschap: Eembrugge (deels) · Eemnes-Binnen 

Utrecht: Steden en dorpen      Nederland: Provincies · Gemeenten